# Bedürftigkeit
Unter Bedürftigkeit versteht man insbesondere im Familienrecht einen wirtschaftlichen Zustand von natürlichen Personen, in dem sie nicht oder nicht ausreichend in der Lage sind, aus eigener Kraft für ihren Unterhalt zu sorgen. Das Sozialrecht verwendet dagegen den rechtlich eigenständigen Begriff der Hilfebedürftigkeit.

## Begriff

### Familienrecht
Bedürftigkeit bedeutet vom Wortsinn zunächst, dass jemand finanzieller Hilfe bedarf. Bedürftigkeit ist eine einen gesetzlichen Unterhaltsanspruch auf Seiten des Berechtigten begründende und auf Seiten des Verpflichteten begrenzende Voraussetzung. Der unbestimmte Rechtsbegriff der Bedürftigkeit ist durch eine Vielzahl von Urteilen des  Bundesgerichtshofs ausgefüllt worden. 
Bedürftig ist im Familienrecht nach § 1602 Abs. 1 BGB, wer außerstande ist, sich selbst zu unterhalten. Dabei ist sowohl die Einkommens- als auch die Vermögenssituation zu untersuchen. Bedürftigkeit muss folglich auf Vermögens- und Erwerbslosigkeit beruhen. Im Umkehrschluss aus § 1577 Abs. 1 BGB kann jemand Unterhalt verlangen, soweit er sich aus seinen Einkünften und seinem Vermögen nicht selbst unterhalten kann. Bedürftigkeit ergibt sich, wenn jemand seinen Bedarf, also das Maß des erforderlichen Unterhalts, nicht mit eigenen Mitteln decken kann.
Die Unterhaltsverpflichtung wird begrenzt durch die Leistungsfähigkeit und darf nicht dazu führen, dass der Verpflichtete infolge der Unterhaltspflicht selbst bedürftig wird (§ 1603 Abs. 1 BGB). Zu seinen Gunsten ist deshalb ein bestimmtes Schonvermögen (auch Selbstbehalt) zu berücksichtigen.

### Spezialgesetze
Ein Gefangener ist nach § 46 Abs. 3 Verwaltungsvorschriften bedürftig, wenn ihm im laufenden Monat aus Hausgeld und Eigengeld nicht wenigstens ein Betrag zur Verfügung steht, der der Höhe des Taschengeldes entspricht. Die Prüfung der Bedürftigkeit richtet sich nach § 46 VV.

## Subsidiaritätsprinzip
Das Subsidiaritätsprinzip sorgt für eine Rangfolge unter den Unterhaltsverpflichteten. Danach ist zunächst der Bedürftige selbst für seinen eigenen Bedarf zuständig (§ 1602 Abs. 1 BGB). Kann er jedoch für sich selbst nicht aufkommen, werden zunächst seine Verwandten – abgestuft nach der verwandtschaftlichen Nähe zum Bedürftigen – unterhaltspflichtig (§§ 1606, § 1607 BGB). Erst wenn diese ebenfalls nicht leistungsfähig und damit auch nicht unterhaltspflichtig sind (§ 1603 BGB), kann Hilfebedürftigkeit eintreten und ein Anspruch auf entsprechende Sozialleistungen entstehen.

## Keine Bedürftigkeit
Die Gesetze kennen zwei Tatbestände, bei denen trotz objektiv vorliegender Voraussetzungen eine Bedürftigkeit nicht vorliegt.
- Wer seine Bedürftigkeit selbst mutwillig herbeiführt, darf keinen Unterhalt verlangen. Mutwillig setzt Vorsatz oder bereits leichtfertiges Handeln („bewusste Fahrlässigkeit“) voraus. Leichtfertig handelt, wer weiß oder auch nur damit rechnet, dass er durch sein Verhalten bedürftig werde, sich über diese Einsicht jedoch rücksichtslos hinwegsetzt.[3]
- Bedürftigkeit wird durch Gesetz missbilligt oder ignoriert, wenn es sich um sittlich verschuldete Bedürftigkeit nach § 1611 BGB handelt. Wenn die Bedürftigkeit durch sittliches Verschulden des Berechtigten eingetreten ist, liegt familienrechtlich keine Bedürftigkeit vor. Nach § 73 Abs. 1 EheG konnte nur „notdürftigen Unterhalt“ verlangen, wer infolge sittlichen Verschuldens bedürftig geworden war. Als sittlich verschuldet galt ein Verstoß gegen menschliche Pflichten des Zusammenlebens oder gegen grundlegende Gebote eigener Lebensgestaltung.